# Gazeter
Gazeter – spis nazw obiektów geograficznych: miejscowości i obiektów fizjograficznych (gór, mórz, rzek, jezior itp.).
Oficjalny gazeter opracowany przez powołaną w każdym państwie do tego celu komisję (w Polsce jest to Komisja Standaryzacji Nazw Geograficznych poza Granicami Rzeczypospolitej Polskiej), obejmować powinien nazwy obiektów geograficznych zarówno we własnym kraju, jak i obowiązujące w nazewnictwie krajowym nazwy obiektów zagranicznych (egzonimy). Rezolucja ONZ przyjęta na I konferencji w sprawie standaryzacji nazw geograficznych (w Genewie, 1967 r.) zaleciła wszystkim państwom opracowanie własnych gazeterów narodowych w celu ujednolicenia nazewnictwa geograficznego w poszczególnych państwach; wykazy oficjalnie uznanych nazw geograficznych wraz z ich lokalizacją powinny zapewnić jednoznaczność w posługiwaniu się nazwami geograficznymi w różnego typu publikacjach (w tym m.in. na mapach i w podręcznikach) i w środkach masowego komunikowania.